# 1 ضد 100
واحد ضد مئة، المواجهة هو برنامج أسئلة معلومات عامة عالمي شهير وهو من اختراع شركة إنديمول العالمية. تم عرضه لمرة الأولى في هولندا عبر قناة RTL5 باسم Eén tegen 100.
النسخة العربية انطلقت في 05 كانون الثاني 2010 حتى 29 حزيران 2010 وهي من تقديم الممثل المصري مصطفى شعبان ويعرض على شاشة قناة أبو ظبي الإماراتية وقناة الحياة المصرية وتم تصوير 25 حلقة منه في بيروت.

## فكرة البرنامج
فكرة البرنامج هي أن متسابق يواجه مئة منافس ليثبت أنه أذكى من الجميع ويفوز بالجائزة الكبرى وقدرها 200.000 دولار أمريكي. البرنامج يتطلب من المتسابقين أن يكون لديهم ذكاء، شجاعة ودم بارد.
خلال البرنامج، مصطفى شعبان يطرح أسئلة عديدة ومتنوعة، يجب على 100 منافس، الذين اسمهم في المسابقة «السد»، أن يجيبوا على السؤال أولًا خلال مهلة عشرة ثوان، من ثم يجيب المتسابق الرئيسي الذي ليس لديه وقت محدد للإجابة. وليفوز المتسابق بقيمة السؤال يجب عليه أن يعرف الجواب الصحيح، وإن يجبوا منافسيه بشكل خاطئ، فكلما كان عدد الإجابات الخاطئ في الجدار، كلما كانت جائزته أكبر. التسلسل للربح هو:
- استبعاد 10 مشتركين من السد: 1.000 دولار أمريكي
- استبعاد 20 مشترك من السد: 5.000 دولار أمريكي
- استبعاد 30 مشترك من السد: 10.000 دولار أمريكي
- استبعاد 40 مشترك من السد: 15.000 دولار أمريكي
- استبعاد 50 مشترك من السد: 20.000 دولار أمريكي
- استبعاد 60 مشترك من السد: 25.000 دولار أمريكي
- استبعاد 70 مشترك من السد: 50.000 دولار أمريكي
- استبعاد 80 مشترك من السد: 100.000 دولار أمريكي
- استبعاد 90 مشترك من السد: 150.000 دولار أمريكي
- استبعاد 100 مشترك من السد: 200.000 دولار أمريكي

بعد إعلان الجواب الصحيح، يقوم مصطفى شعبان بسؤال المتسابق إذا كان يريد أخذ المبلغ الذي حصل عليه والمغادرة أم البقاء ومواجهة بقية السد. إذا اختار الانسحاب، يأخذ جائزته ويغادر البرنامج ويدخل متسابق جديد ويعودان المنافسين الذي تم استبعادهم من السد بسبب إجاباتهم الخاطئة. أما الذي كان جواب المتسابق خطئ، هو يخسر كل شيء ويتم توزيع المبلغ بشكل متساوٍ على الأشخاص الذين أجابوا بشكل صحيح على السؤال في السد.
ما يميز البرنامج هو إمكانية الفوز بالجائزة الكبرى من السؤال الأول أو الثاني بسبب إمكانية ضعف معلومات المنافسين في السد والعكس كذلك صحيح.
هناك وسيلتا للمساعدة وهما متاحتان فقط للمتسابق الرئيسي. وكل وسيلة تستخدم لمرة واحدة فقط:
- الأعفاء من السؤال: يتم استبدال السؤال ولكن المتسابق يخسر 50% من المبلغ الذي حصل عليه والذي سيحصل عليه لاحقًا.
- دعم السد: يتم اختيار بشكل عشوائي شخصان من الجدار، واحد أجاب بشكل صحيح والآخر خاطئ والمقدم يسألهما لماذا اختاروا تلك الإجابة وهم يشرحون الأسباب. وعلى المتسابق أن يقرر حسب الكلام والمبررات التي سمعها، أي جواب هو الصحيح. هنا يتم استبعاد الاحتمال الثالث الخاطئ ويبقى له فقط احتمالان.

## أبرز الفائزون
أكبر مبلغ تم ربحه في البرنامج هو مئة ألف دولار أمريكي وحصلت عليه المشتركة هانية النابلسي من الأردن في 04 أيار 2010.

## النسخة التونسية

شعار النسخة التونسية

انطلقت النسخة التونسية من البرنامج في 15 شباط 2007 على شاشة القناة السابعة من التلفزيون التونسي تونس 7 تحت اسم «وحدك ضد 100». قدمته الإعلامية فرح بن رجب والجائزة الكبرى كانت بقيمة 250.000 دينار تونسي.
البرنامج اعتمد في شكل الأستوديو وشروط المسابقة النسخة الهولندية حيث أبرز الاختلافات هي في أنواع المساعدة المقدمة للمتسابق، حيث بإمكانه الاستعانة بثلاثة وسائل مساعدة لتجنب الإجابة على سؤال لا يعرفه، ولكن استخدامها سيكلفه خسارة 75% من المبلغ الذي جمعه.

## وصلات خارجية
- 1 ضد 100 على موقع IMDb (الإنجليزية)
- 1 ضد 100 على موقع IMDb (الإنجليزية)
- 1 ضد 100 على موقع قاعدة بيانات الفيلم (الإنجليزية)

- واحد ضد 100 على قناة أبوظبي اليوم
- فرح بن رجب تعود في وحدك ضد 100